# Puisard
 (mars 2023).

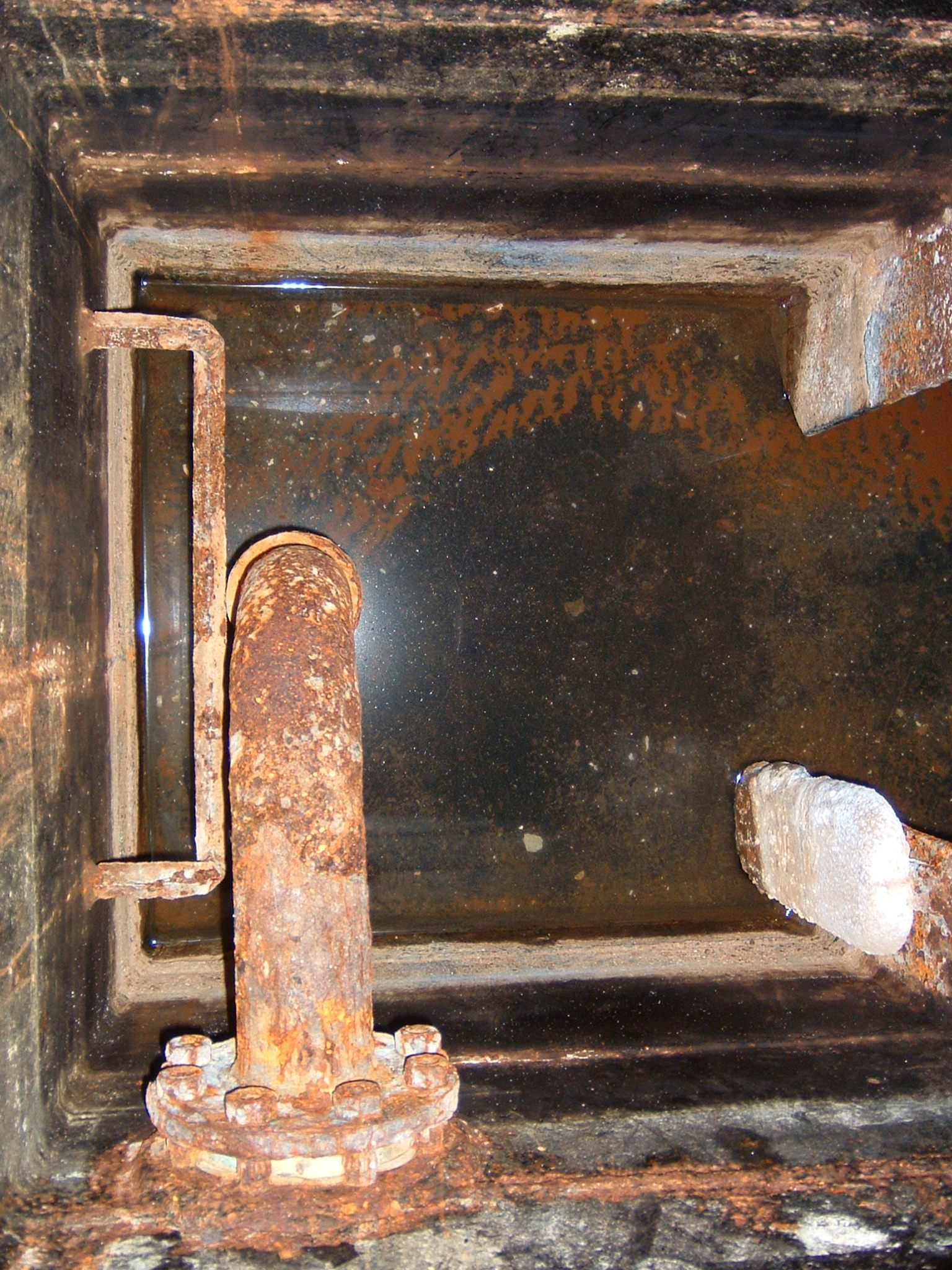
Puisard de cale (vue de dessus).

Un puisard est un système de drainage. Par extension, il désigne en géographie une dépression qui recueille les eaux.

## Puisard de cale
En navigation maritime, un puisard de cale est la partie du fond d'un bateau servant à recueillir l'eau afin de la pomper et d'éviter la formation d'une carène liquide. L'eau y arrive par le biais d'anguillers.
Les cales de navires doivent pouvoir être lavées. Les puisards récupèrent les écoulements d'eau. Ils se trouvent généralement sur l'arrière car l'assiette du navire est habituellement positive, mais on en trouve également sur l'avant. 
Ce sont de petites capacités recouvertes d'une grille agissant en filtre, et situées au-dessous du plancher de cale, dans les doubles fonds. Un tuyau du circuit fixe d'assèchement permet d'y pomper à partir de la salle des machines. Ils sont munis d'un système d'alarme de niveau haut (un flotteur agissant sur un contacteur électrique). On y trouve fréquemment des anodes sacrificielles.

## En architecture et construction
En architecture et construction, le puisard est un système placé au point le plus bas des caves, servant à recueillir l'eau afin de la pomper en cas d'inondation. Au fond du puisard est habituellement placée une pompe.

## Agriculture
Un puisard pour le drainage agricole consiste en un système mécanique visant à abaisser le niveau d'eau au moyen de tuyaux et à dissiper en grande partie l'énergie produite par l'eau. Les bassins de sédimentation en béton, les tuyaux verticaux en plastique et les ponceaux d'acier inclinés sont tous des exemples de puisards.